# Muralla de la ciudad de Xi'an

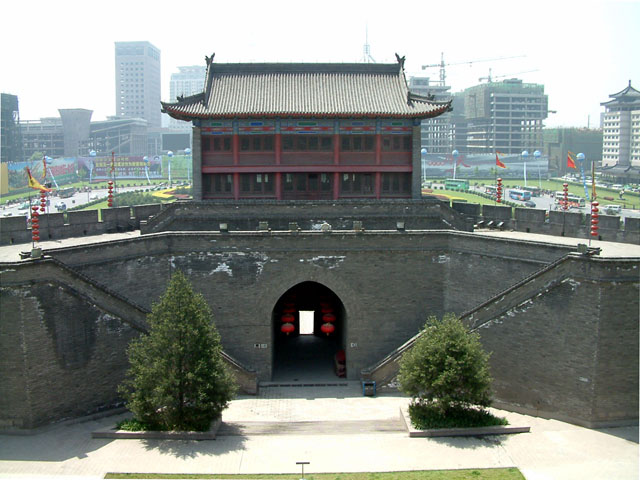
Puerta sur de la muralla de Xi'an.

La muralla que rodea la ciudad de Xi'an es la mejor conservada de todas las que defendían las ciudades de China. Fue construida durante la dinastía Ming y hoy en día la totalidad de la muralla sigue en pie. Sigue siendo objeto de estudio ya que es un claro ejemplo de las técnicas militares antiguas.
Tiene forma rectangular y una longitud aproximada de 14 kilómetros. Su altura es de 12 metros y el ancho varía entre los 15 y los 18 metros. Alrededor de toda la muralla se encuentran torres de vigilancia y diversas edificaciones defensivas.
La muralla se construyó entre los años 1374 y 1378 sobre la antigua ciudad prohibida de la dinastía Tang. Con su construcción se quería proteger a la ciudad de los posibles ataques de tribus bárbaras ubicadas al oeste del país.
Con una puerta por cada uno de los puntos cardinales, la entrada principal a la ciudad se realizaba por la puerta sur. Cada una de las puertas tiene tres partes: una parte exterior que servía para defender la ciudad; una parte intermedia que se utilizaba como "trampa" para los posibles atacantes ya que está compuesta por un pequeño patio en la que los asaltantes se quedarían sin posibilidad de refugio; y una parte interna, utilizada para controlar la ciudad.
- Datos: Q1334336
- Multimedia: City wall of Xi'an / Q1334336